# Gymnura crooki
Gymnura crooki is een vissensoort uit de familie van de vlinderroggen (Gymnuridae). De wetenschappelijke naam van de soort is voor het eerst geldig gepubliceerd in 1934 door Fowler.